# Tim Daly

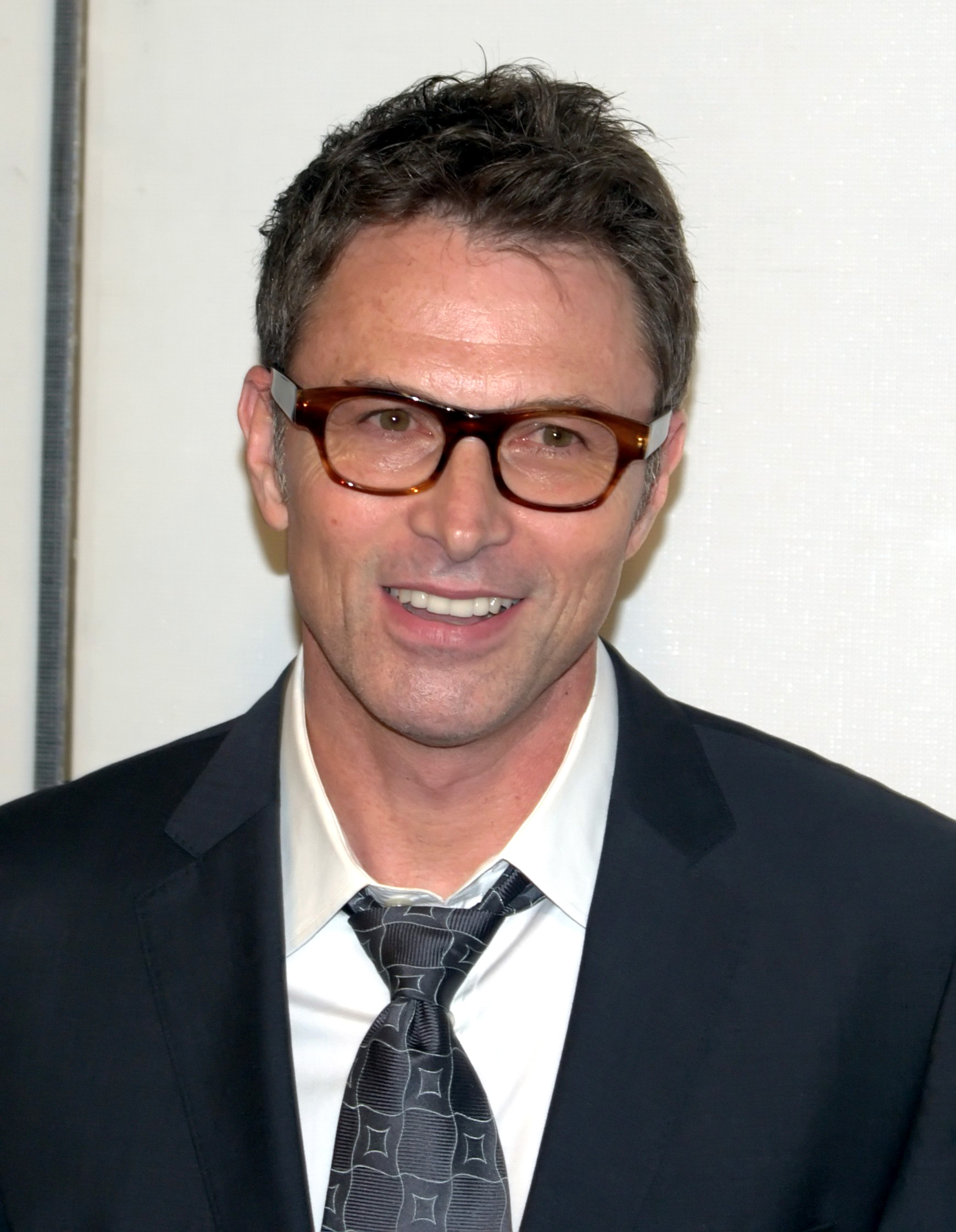
Timothy Daly (2009)

James Timothy „Tim“ Daly (* 1. März 1956 in New York City, New York) ist ein US-amerikanischer Schauspieler, Synchronsprecher und Filmproduzent.

## Leben
Tim Daly wurde in der Stadt New York City im US-Bundesstaat New York als jüngstes Kind von James Daly, einem Schauspieler, und Hope Newell, einer Schauspielerin, geboren. Seine Schwester ist die Schauspielerin Tyne Daly. Er studierte am Bennington College im US-Bundesstaat Vermont Theaterkunst und Literaturwissenschaft.
Seine ersten Auftritte im Fernsehen hatte Timothy bereits 1966 an der Seite seines Vaters im Fernsehfilm An Enemy of the People. Während seines Studiums war er in einigen Theaterstücken und später auch am Broadway zu sehen.
Nach einer Gastrolle in der Fernsehserie Polizeirevier Hill Street im Jahr 1981 folgte dann 1988 seine erste Hauptrolle in der kurzlebigen Serie Almost Grown. In der Zwischenzeit spielte er an der Seite von Steve Guttenberg, Mickey Rourke, Kevin Bacon und Ellen Barkin in der Komödie American Diner von Barry Levinson. Im Jahr 1987 war er neben Barry Bostwick, Julianne Moore und Adam Storke in der Miniserie I’ll Take Manhattan zu sehen. In der Actionkomödie Das Jahr des Kometen spielte er neben Penelope Ann Miller eine der Hauptrollen.
Von 1990 bis 1997 spielte Daly die Hauptrolle, Joe Hackett, in der preisgekrönten Fernsehserie Überflieger. Danach übernahm er die Sprechrolle des Titelhelden in der Zeichentrickserie Supermann, sowie auch in den nachfolgenden Filmen und Video-Games. Im Jahre 1997 gründete er zusammen mit J. Todd Harris die Produktionsfirma Daly-Harris Productions. In der Horrorkomödie Dr. Jekyll und Ms. Hyde aus dem Jahr 1995 spielte Daly neben Sean Young eine der Hauptrollen. Sowohl er wie auch Young wurden 1996 für die Goldene Himbeere nominiert.
2000 folgte die Hauptrolle des Dr. Richard Kimble in der Fernsehserie Auf der Flucht – Die Jagd geht weiter. Für diese Rolle gewann er im Jahr 2001 den Golden Satellite Award, außerdem wurde er für den Screen Actors Guild Award und für den TV Guide Award nominiert. Für die Rolle im Fernsehdrama Edge of America wurde Daly im Jahr 2006 für den Daytime Emmy Award nominiert. In der Mafiaserie Die Sopranos war Daly in der wiederkehrenden Rolle als J.T. Dolan zu sehen und wurde für seine Darbietung 2007 für den Emmy nominiert.
Von 2007 bis 2012 spielte er im Grey’s-Anatomy-Spin-off Private Practice die Rolle des Dr. Pete Wilder.
Daly war seit dem Jahr 1982 mit der Schauspielerin Amy Van Nostrand verheiratet und hat zwei Kinder. 2010 ließ sich das Paar scheiden. Seine Schwester Glynn ist mit dem Komponisten Mark Snow verheiratet. Seit Dezember 2014 ist er mit seiner Schauspielerkollegin Téa Leoni liiert, mit der er gemeinsam die Hauptdarsteller der Serie Madam Secretary abbildet. Im Juli 2025 heiratete das Paar.

## Filmografie (Auswahl)
- 1982: American Diner (Diner)

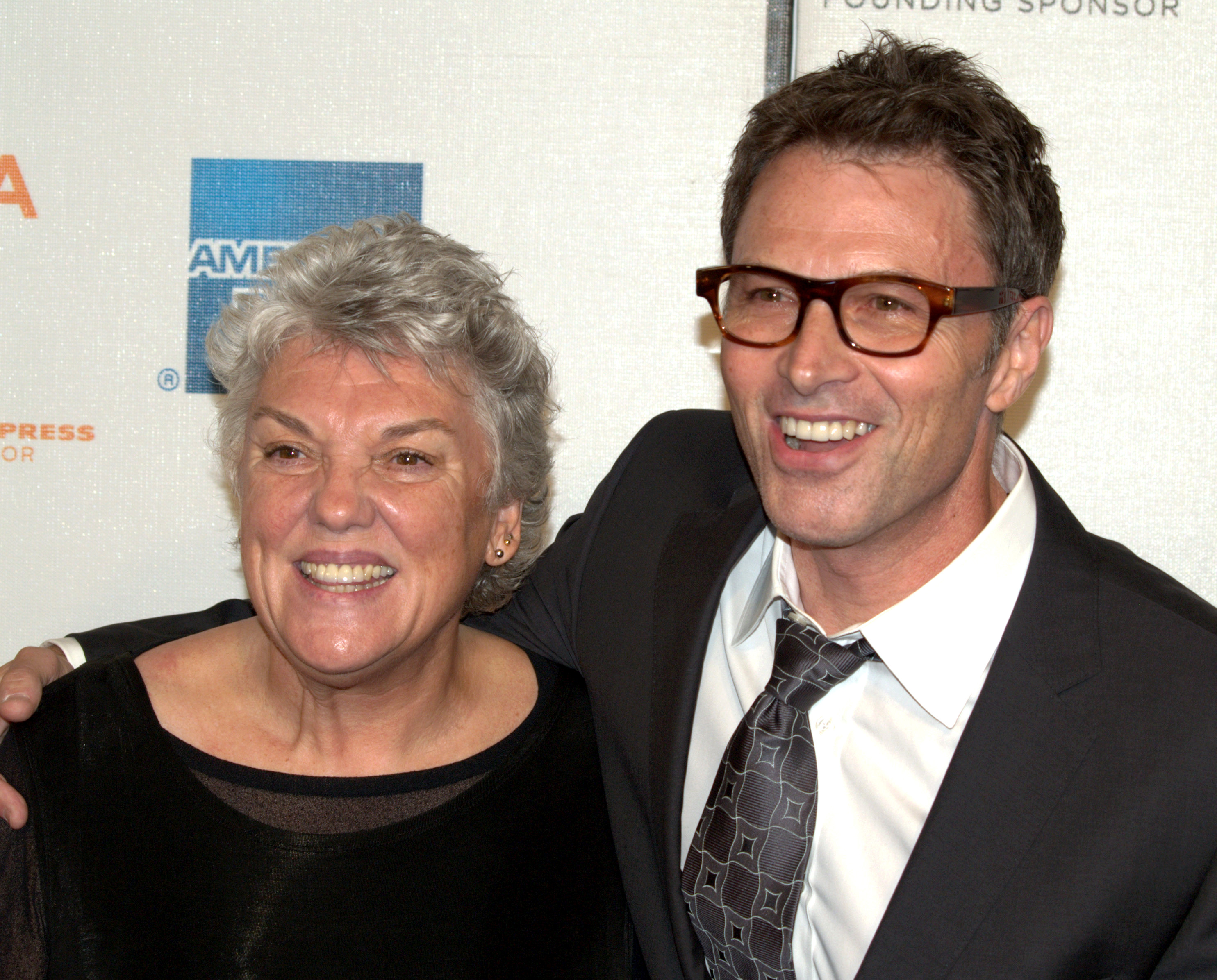
Timothy Daly und seine Schwester Tyne Daly (2009)

- 1984: Das Mädchen des Monats (I Married a Centerfold)
- 1984: Ein Klassemädchen (Just the Way You Are)
- 1987: Made in Heaven
- 1987: I’ll Take Manhattan (Miniserie)
- 1988: Spellbinder – Ein teuflischer Plan (Spellbinder)
- 1988–1989: Almost Grown (Fernsehserie)
- 1990–1997: Überflieger (Wings, Fernsehserie)
- 1992: Das Jahr des Kometen (Year of the Comet)
- 1994: Dangerous Heart – Eine Affäre mit dem Tod (Dangerous Heart)
- 1995: Dr. Jekyll und Ms. Hyde (Dr. Jekyll and Ms. Hyde)
- 1996: Wer ist Mr. Cutty? (The Associate)
- 1996–2000: Superman (Fernsehserie)
- 1998: Liebe in jeder Beziehung (The Object of My Affection)
- 1999: Der Sturm des Jahrhunderts (Stephen King's Storm of the Century)
- 1999: 7 Girlfriends (Seven Girlfriends)
- 2000–2001: Auf der Flucht – Die Jagd geht weiter (The Fugitive)
- 2002: Monk (Fernsehserie)
- 2003: Edge of America
- 2003: Wilde Tage (Wilder Days)
- 2003: Basic – Hinter jeder Lüge eine Wahrheit (Basic)
- 2004: Die Promoterin (Against the Ropes)
- 2004: Return to Sender
- 2004–2007: Die Sopranos (The Sopranos, Fernsehserie, 4 Folgen)
- 2005–2007: Eyes (Fernsehserie)
- 2006–2007: The Nine – Die Geiseln (The Nine, Fernsehserie)
- 2007: Grey’s Anatomy
- 2007: Law & Order: Special Victims Unit (1 Folge)
- 2007–2012: Private Practice (Fernsehserie, 98 Folgen)
- 2009: The Skeptic – Das teuflische Haus (The Skeptic)
- 2009: Superman/Batman: Public Enemies (Stimme von Clark Kent/Superman)
- 2010: Superman/Batman: Apocalypse (Stimme von Clark Kent/Superman)
- 2012: Justice League: Doom (Stimme von Clark Kent/Superman)
- 2013: Waking
- 2013: Hawaii Five-0 (Fernsehserie, 1 Folge)
- 2014: Low Down
- 2014: The Mindy Project (Fernsehserie, 3 Folgen)
- 2014: Hot in Cleveland (Fernsehserie, 5 Folgen)
- 2014–2019: Madam Secretary (Fernsehserie, 119 Folgen)
- 2019: After Darkness
- 2023: Finestkind
- 2024: The Unholy Trinity
- 2025: Leanne (Fernsehserie, 6 Folgen)